# Pablo Woitas
Pablo Woitas Salgado Dorgan (* 21. August 1887 in Valparaíso; † 17. Juli 1966) war ein chilenischer Fußballspieler. Der Torwart absolvierte ein Länderspiel für Chile.

## Vereinskarriere
Pablo Woitas spielte mindestens von 1905 bis 1910 für die Santiago Wanderers aus seiner Heimatstadt Valparaíso.

## Nationalmannschaft
Pablo Woitas kam in einem der ersten Länderspiele überhaupt für Chile zum Einsatz. Am 11. September 1910 stand er bei der 0:3-Niederlage gegen Argentinien im Tor. Es blieb das einzige Länderspiel des Torhüters.